# Elecciones presidenciales de Indonesia de 2004
Las primeras elecciones presidenciales directas en la historia de Indonesia tuvieron lugar el 5 de julio de 2004, con una segunda vuelta electoral el 20 de septiembre. Antes de la enmienda de la constitución en 2002, el presidente y el vicepresidente eran elegidos por la Asamblea Consultiva del Pueblo.
Bajo la enmienda constitucional, el presidente de la República es elegido por sufragio universal, directo y secreto, teniendo que recibir más del 50% del voto popular para acceder a la presidencia en primera vuelta o al menos el 20% en todas las provincias de Indonesia. Si ninguno de los candidatos obtiene tales porcentajes en la primera vuelta, se realiza un balotaje entre los dos candidatos más votados. Otras regulaciones establecidas por la Comisión Electoral General es que cada fórmula presidencial debe ser propuesta por un partido político o coalición que haya obtenido más del 5% del voto popular en las elecciones legislativas o bien que haya obtenido más del 3% de los escaños del Consejo de Representantes del Pueblo.
En estas elecciones, la presidenta incubmente, Megawati Sukarnoputri, elegida indirectamente tras la destitución de Abdurrahman Wahid, se presentó para la reelección. Fue desafiada por otros cuatro candidatos, entre los que destaca Susilo Bambang Yudhoyono, y el vicepresidente Hamzah Haz. Yudhoyono obtuvo mayoría simple en la primera vuelta, con el 33% de los votos, mientras que Megawati obtuvo poco más del 26%, quedando ambos habilitados para un balotaje el 20 de septiembre. En la segunda vuelta, Yudhoyono obtuvo una aplastante victoria del 60% de los votos, asumiendo el cargo de sexto Presidente de la República de Indonesia el 20 de octubre de 2004.

## Antecedentes
Las primeras elecciones generales en Indonesia se celebraron en 1955, diez años después de declarada su independencia de los Países Bajos. En 1959, ante el avance del Partido Comunista de Indonesia en las elecciones municipales, el presidente Sukarno emitió una serie de decretos que impidieron la realización de las siguientes elecciones. Entre 1966 y 1967, Sukarno perdió poder político y fue depuesto por Mohamed Suharto, que ejerció la presidencia de manera autocrática durante más de treinta años, recurriendo al fraude electoral en las elecciones nacionales, y siendo elegido indirectamente por un parlamento dominado por él. Ante la mala situación económica de país, provocada en gran medida por la corrupción y la mala gestión de su gobierno, Suharto fue derrocado en 1998, asumiendo un gobierno interino que comenzó la transición a la democracia.
En las elecciones legislativas de 1999, las primeras elecciones libres de Indonesia desde 1955, el Partido Democrático Indonesio-Lucha (PDI-P), obtuvo el mayor número de escaños en el Consejo de Representantes del Pueblo y se convirtió en la mayor facción de la Asamblea Consultiva del Pueblo. El PDI-P era liderado por Megawati Sukarnoputri, hija del expresidente Sukarno, por lo que se esperaba que esta fuera elegida presidenta para reemplazar al presidente interino Bacharuddin Jusuf Habibie. Sin embargo, Megawati no contaba con los suficientes votos para acceder a la presidencia, por lo que una coalición de partidos islámicos y reformistas comenzaron a abogar por la candidatura de Abdurrahman Wahid, que inicialmente había apoyado a Megawati.
Finalmente, Abdurrahman ganó la presidencia y Megawati fue elegida vicepresidenta. Como presidente, Abdurrahman derogó muchos decretos de la era de Suharto que discriminaban a los chinos indonesios, como la prohibición de la demostración de elementos propios de la cultura china en el país. Esto permitió a los partidos políticos acceder a un nuevo electorado mediante la utilización de caracteres chinos como material de campaña.
Tras la destitución de Abdurrahman de la presidencia en 2001, Megawati fue elegida presidenta, para completar el período de cinco años de Abdurrahman, destinado a finalizar en octubre de 2004. En 2002, se realizaron una serie de enmiendas a la constitución del país, que incluían la eliminación de los 38 escaños reservados para los militares, y la elección directa del Presidente de la República con una segunda vuelta en caso de que no se lograra mayoría absoluta.

## Candidaturas

### Elección legislativa de 2004

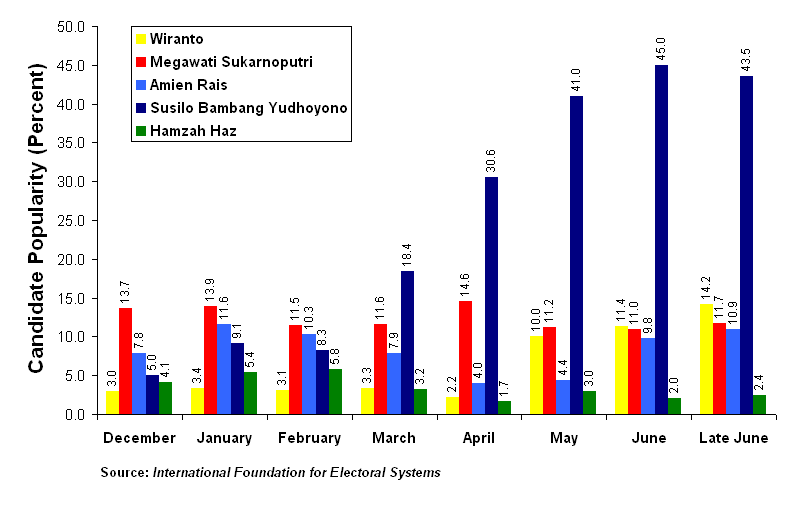
Encuestas de opinión entre diciembre de 2003 y junio de 2004, mostrando el ascenso y descenso de la popularidad de cada candidato presidencial.

En diciembre de 2003, la Fundación Internacional para Sistemas Electorales (IFES) comenzó un estudio de seguimiento para evaluar la popularidad de los candidatos potenciales. El estudio continuó hasta la realización de la primera vuelta el 5 de julio e incluyó a trece posibles candidatos a la presidencia. La primera encuesta del IFES daba un estrecho triunfo para Megawati. Sin embargo, al momento de realizarse la elección legislativa de 2004, se situó a la cabeza de las encuestas el general retirado Susilo Bambang Yudhoyono. Otros candidatos potenciales eran Akbar Tanjung, líder del DPR, y el Sultán de Yakarta Hamengkubuwono X.
Las elecciones legislativas de 2004 dejaron a siete partidos con la posibilidad de presentar candidatos. Golkar, el antiguo partido hegemónico del gobierno de Suharto; el Partido Democrático Indonesio-Lucha (PDI-P), el Partido del Despertar Nacional (PKB), el Partido Unido del Desarrollo (PPP), el Partido Democrático (PD), el Partido Próspera Justicia (PKS), y el Partido del Mandato Nacional (PAN). El PKS fue el único partido en no nominar un candidato presidencial, y más tarde decidió que daría su apoyo al PAN.
La Comisión Electoral General anunció la lista final de candidatos el 14 de mayo. Tras el anuncio, se exigió a todos los candidatos aprobados que se sometieran a exámenes médicos. El 22 de mayo, el expresidente Abdurrahman Wahid, candidato del PKB, fue descalificado por no haber pasado el examen ocular, quedando fuera de la elección. Inicialmente, Abdurrahman llamó a sus seguidores a un boicot, pero después de que su partido lo presionara para que apoyara a un candidato, el expresidente finalmente instó a los que lo apoyaban a emitir sufragio, pero no dio su apoyo a nadie y sugirió a sus partidarios votar por el candidato de su preferencia. El partido en general, por su parte, apoyó al Golkar.

### Wiranto y Salahuddin Wahid
El Partido Golkar, que había ejercido como partido único de facto del país durante el régimen de Suharto, había perdido las elecciones de 1999, pero en 2004, contra todo pronóstico, obtuvo mayoría simple con el mayor número de votos. El partido designó al general retirado Wiranto y a Salahuddin Wahid, vicepresidente de la Comisión Nacional de Derechos Humanos, para conformar su fórmula presidencial. La pareja fue asignado A la pareja le fue asignado el número 1 para su papeleta.
Wiranto había sido asesor del presidente Suharto entre 1989 y 1993. Durante este período, fue asumiendo varios cargos hasta alcanzar el rango de General y luego jefe de las Fuerzas Armadas Nacionales. Tras el estallido de los disturbios de 1998, Wiranto se negó a tomar el control por la fuerza y provocar la muerte de estudiantes universitarios. En 1999, se celebró un referéndum sobre la independencia de Timor Oriental. Durante el mismo, Wiranto fue acusado de provocar violencia contra los timorenses, aunque la Interpol nunca emitió una orden de captura en su contra. Durante la presidencia de Abdurrahman Wahid, Wiranto sirvió como Ministro Coordinador de Asuntos Políticos y de Seguridad, pero más tarde fue despedido. El 20 de abril de 2004, la Convención de Golkar votó a nominarlo como candidato para presidente, derrotando al portavoz del partido Akbar Tanjung en la segunda ronda de votación.
El 9 de mayo, Wiranto anunció que había escogido a Salahuddin Wahid como compañero de fórmula para la vicepresidencia. Debido a que Salahuddin era también un vicepresidente de la Junta Central de la organización islámica Nahdlatul Ulama, muchos miembros de NU lo criticaron por no adherirse a la organización de khittah, que confirmaba el estado de la NU como una organización no política. Con esta nominación, los líderes del PKB dieron su apoyo oficial a la fórmula Wiranto-Salahuddin en la elección.
Se esperaba que la posición de Salahuddin en la Comisión Nacional de Derechos Humanos daría apoyo a Wiranto. Sin embargo, como ambos eran javaneses, (grupo étnico mayoritario y dominante del país) no se esperaba que obtuvieran demasiados votantes fuera de la Isla de Java.

### Megawati Sukarnoputri y Hasyim Muzadi
La Presidenta incumbente Megawati Sukarnoputri era la máxima candidata del PDI-P. Ella designó como compañero de fórmula a Hasyim Muzadi, presidente general de la organización islámica más grande de Indonesia, Nahdlatul Ulama (NU). A la pareja le fue asignado el número 2 para su papeleta.
De acuerdo con un informe publicado por el Instituto Nacional Demócrata para Asuntos Internacionales, Megawati tiene una "carga única de ser el único candidato en la carrera presidencial que se hace responsable de la situación actual, con la que la mayoría de los votantes están descontentos" a pesar del hecho de que varios otros candidatos habían sido miembros de su gobierno. Sin embargo, el descontento general por su presidencia se atribuyó en gran medida a la incapacidad del gobierno para comunicar los logros de Megawati, más que el estado del propio país. El PDI-P perdió muchísimos votantes en la elección legislativa de 2004, obteniendo el 18%, comparándose con el 33% que había recibido en 1999.
Hasyim Muzadi había sido mencionado como un posible compañero de fórmula para Megawati ya en noviembre de 2003. Su candidatura fue anunciada por Megawati el 6 de mayo. Muzadi fue también criticado por la NU ya que, al igual que Salahuddin, había violado el principio de la organización islámica de la neutralidad política. El intelectual musulmán Nurcholish Madjid solicitó públicamente a Muzadi que retirara su candidatura.
Al igual que con los otros dos candidatos, al ser ambos javaneses no se esperaba una gran cantidad de votantes para esta fórmula fuera de Java. Sin embargo, los motivos étnicos respecto a la fórmula del PDI-P pasaban a segundo plano por los motivos profesionales y religiosos. Por el hecho de ser Megawati una mujer y por ser los dos candidatos civiles sin formación militar, tenían mayores posibilidades de obtener sufragios por parte de los votantes seculares, feministas y antimilitaristas.

### Amien Rais y Siswono Yudohusodo
El PAN nominó a Amien Rais, presidente de la TPM, como su candidato presidencial. Su compañero de fórmula fue Siswono Yudohusodo. A la pareja le fue asignado el número 3 para su papeleta.
Amien Rais había servido como el presidente de la organización islámica Muhammadiyah. Sin embargo, a pesar de liderar la segunda mayor organización islámica en Indonesia, Amien estableció el PAN tras la dimisión del presidente Suharto como un partido que no se basa en la afiliación religiosa. Se convirtió en una figura influyente en los primeros días del período de reforma y finalmente fue elegido para dirigir el MPR. Entre los votantes, Amien era visto como un candidato que no tenía relación con la corrupción endémica propia del gobierno nacional, y se lo conocía como una persona ambiciosa y un excelente orador. El partido de Amien había obtenido el 6.4% de los votos en la elección legislativa.
Por otro lado, Siswono Yudohusodo era un recién llegado a la escena política. Él sirvió como el presidente de la Asociación de Agricultores de Indonesia (HKTI) y ocupó algún  puestos ministeriales durante los últimos años de la presidencia de Suharto. Según la Comisión de Erradicación de la Corrupción, Siswono era el candidato más rico de las cinco fórmulas presidenciales. Fueron apoyados por varios partidos pequeños, y por el PKS, el séptimo partido en número de votantes que había decidido no presentar un candidato.

### Susilo Bambang Yudhoyono y Jusuf Kalla

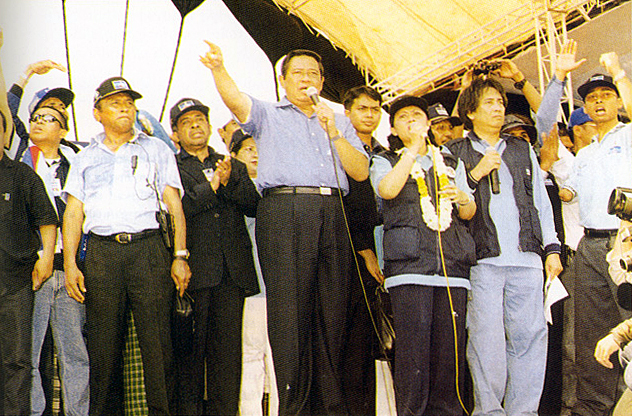
El rápido aumento de la popularidad de Susilo Bambang Yudhoyono durante su campaña fueron determinantes en su triunfo electoral, mientras que su partido solo había recibido el 7.45% en las elecciones legislativas.

El Partido Democrático presentó al general retirado Susilo Bambang Yudhoyono como candidato a la Presidencia, siendo su compañero de fórmula Jusuf Kalla. La candidatura de Yudhoyono era apoyada por el Partido de la Justicia y Unidad de Indonesia (PKPI) y por el Partido de la Estrella y la Media Luna (PBB). Recibieron el número 4 para su papeleta.
Yudhoyono había ejercido cargos ministeriales en las dos administraciones previas. Mientras se desempeñaba como Ministro Coordinador de la Política, Social y Asuntos de Seguridad, recibió la orden del presidente Abdurrahman Wahid de declarar estado de emergencia, lo cual habría impedido el proceso de impeachment en su contra. Sin embargo, Yudhoyono se negó a hacerlo, lo que facilitó la destitución de Wahid, pero provocó su despido previo al proceso. Megawati volvió darle su cargo ministerial a principios de 2004, pero Yudhoyono renunció para presentarse a la presidencia. El Partido Democrático, establecido como un vehículo para la carrera política de Yudhoyono por los nacionalistas seculares que habían visto el potencial de su liderazgo, recibieron 7.45% de los votos y el 10% de los asientos DPR en la elección legislativa abril, suficiente para presentar la candidatura presidencial.
El compañero de fórmula de Yudhoyono fue Jusuf Kalla, un acaudalado hombre de negocios bugi y miembro del Golkar que sirvió como Ministro Coordinador de la Asistencia Social en el gobierno de Megawati. Él mediada dos resoluciones pacíficas por separado a los conflictos interreligiosos entre cristianos y musulmanes en su nativa Sulawesi en 2001 y en las Molucas en 2002. Inicialmente había buscado la nominación del Golkar, pero retiró su candidatura ante la inminente victoria de Wiranto. Varios días después, renunció a su cargo en el gabinete y anunció su alianza con Yudhoyono. Anteriormente, también se había considerado a Kalla como un posible compañero de fórmula para Megawati.
Desde el comienzo se preveía una buena cantidad de votos para esta fórmula presidencial, sobre todo debido a las diferencias entre los dos candidatos. Mientras que Yudhoyono era un exmilitar secular que había sido criado en Java, Kalla era un devoto musulmán civil proveniente de otra región y otra etnia, por lo que su potencial electorado era inmenso.

### Hamzah Haz y Agum Gumelar
El vicepresidente incumbente Hamzah Haz fue el candidato presidencial del PPP. A él se unió el ministro de Transporte Agum Gumelar como candidato a la vicepresidencia. A la pareja se le asignó el número '5 para su papeleta.
Hamzah Haz había accedido a la vicepresidencia tras la elección de Megawati en 2001. A pesar de que, según la BBC, Haz había dicho públicamente que "ninguna mujer estaba en condiciones de dirigir la principal nación musulmana del mundo", había llegado al cargo de vicepresidente de la primera Presidenta mujer de Indonesia. Estuvo acusado de corrupción y nepotismo, pero nunca fue denunciado ni investigado. Como vicepresidente, Haz habían sido un defensor de una enmienda a la Constitución que impondría la ley islámica a los musulmanes en el país. Sin embargo, otros partidos políticos y las organizaciones islámicas Nahdlatul Ulama y Muhammadiyah se opusieron a dicha modificación por temor a más formas extremistas del Islam.
Una figura relativamente desconocida en la escena política, Agum Gumelar sirvió como Ministro de Transporte bajo Abdurrahman Wahid y Megawati. Dimitió al aceptar la propuesta del PPP de ser candidato a vicepresidente. Ninguno de los candidatos era de origen de Java, por lo tanto, podrían haber atraído a electores de las provincias exteriores.

## Campaña
Los principales temas de la campaña y las mayores preocupaciones citadas por Instituto Nacional Demócrata para Asuntos Internacionales fueron la corrupción política, la colusión, y el nepotismo. El calendario electoral era el siguiente:
- 1 de junio: Todos los candidatos firman el compromiso donde disponen aceptar la victoria o derrota y llevar a cabo una campaña limpia.[36] Inicia el período de campaña de manera oficial.[37]
- 1 de julio: Finaliza el período de campaña.
- 5 de julio: Se realiza la primera vuelta.
- 20 de septiembre: Se realiza la segunda vuelta.
- 4 de octubre: Se anuncian los resultados oficiales de la segunda vuelta.[38]
- 20 de octubre: El presidente electo es juramentado.

## Resultados
El resultado de la primera vuelta daba una victoria por mayoría simple a Yudhoyono, que obtuvo el 33% de los votos, mientras que Megawati el 26%. Yudhoyono no obtuvo tantos votos como prometían las encuestas de opinión y Megawati superó las expectativas. Se programó entonces un balotaje entre ambos para el 20 de septiembre. Wiranto obtuvo el 22%, quedando fuera de la segunda vuelta y denunció los resultados, afirmando que 5.434.660 a su favor habían sido deliberadamente invalidados, aunque el 10 de agosto la Corte Constitucional desestimó sus denuncias y reconoció los resultados declarados por la Comisión electoral.
El conteo de 113 millones de votos, ya una enorme tarea en un país tan grande y diverso, se hacía más difícil por los problemas con las papeletas de votación. Los electores emitían su voto al hacer un agujero en la papeleta de votación con un clavo, por encima de la foto de su candidato preferido. Debido a que la papeleta de votación fue entregado a los votantes doblada por la mitad, muchos hicieron el agujero sin desplegar la papeleta, por lo tanto hicieron dos agujeros e invalidaron accidentalmente su voto. Cientos de miles de estos votos fueron invalidados ante el Comité de Elección General (KPU), que dictaminó que esas votaciones no deben ser aceptadas, teniendo que realizarse de nuevo la votación en varias provincias.

### Primera vuelta
|  | 33.57 % |

|  | 26.61 % |

|  | 22.15 % |

|  | 14.66 % |

|  | 3.01 % |

|  | 97.83 % |

|  | 2.17 % |

|  | 100.00 % |

|  | 76.50 % |

### Segunda vuelta
|  | 60.62 % |

|  | 39.38 % |

|  | 97.94 % |

|  | 2.06 % |

|  | 100.00 % |

|  | 73.71 % |

## Consecuencias
El 20 de octubre, Yudhoyono y Kalla fueron juramentados en sus cargos. Fue la primera toma de posesión presidencial en Indonesia a la cual asistieron líderes extranjeros. El gabinete presidencial fue anunciado el 15 de octubre. Dicho gabinete, de 36 miembros, fue juramentado en el Palacio de Estado el 21 de octubre. El proceso de selección de candidatos para el gabinete de Yudhoyono, se consideró "decente, inteligente, e indeciso", pero al intentar satisfacer al mayor número posible de los miembros de su coalición de pequeños partidos, Yudhoyono había creado un gabinete que no era ni tan coherente ni eficaz. Sin embargo, Kalla pronto se convirtió en el presidente del partido Golkar a finales de 2004 e invirtió los votos del partido en el Consejo Representativo del Pueblo (DPR) para los partidarios del gobierno,. creando un bloque efectivo y dejando al PDI-P como el partido fuera del gobierno más grande del país. Los primeros cien días de Yudhoyono como presidente se verían empañados por el Terremoto del océano Índico de 2004, que mató a cerca de 200.000 indonesios.